# Elecciones municipales de Cajamarca de 2010
Las elecciones municipales de Cajamarca de 2010 se llevaron a cabo el 3 de octubre de 2010 para elegir al alcalde y al Concejo Provincial de Cajamarca para el periodo 2011-2014. La elección se celebró simultáneamente con elecciones regionales y municipales (provinciales y distritales) en todo el Perú.

## Sistema electoral
La Municipalidad Provincial de Cajamarca es el órgano administrativo y de gobierno de la provincia de Cajamarca. Está compuesta por el alcalde y el Concejo Provincial.
La votación del alcalde y el concejo se realiza en base al sufragio universal, que comprende a todos los ciudadanos nacionales mayores de dieciocho años, empadronados y residentes en la provincia de Cajamarca y en pleno goce de sus derechos políticos, así como a los ciudadanos no nacionales residentes y empadronados en la provincia de Cajamarca.
El Concejo Provincial de Cajamarca está compuesto por 13 regidores elegidos por sufragio directo para un período de cuatro (4) años, en forma conjunta con la elección del alcalde (quien lo preside). La votación es por lista cerrada y bloqueada. Se asigna a la lista ganadora los escaños según el método d'Hondt o la mitad más uno, lo que más le favorezca.

## Composición del Concejo Provincial de Cajamarca
La siguiente tabla muestra la composición del Concejo Provincial de Cajamarca antes de las elecciones.
| Partidos | Partidos                | Regidores |
| -------- | ----------------------- | --------- |
|          | Unión por el Perú       | 7         |
|          | Partido Aprista Peruano | 2         |
|          | Fuerza Social           | 2         |
|          | Acción Popular          | 1         |

## Partidos y candidatos
A continuación se muestra una lista de los principales partidos y alianzas electorales que participaron en las elecciones:
| Candidatura | Candidatura | Partidos y alianzas | Candidatos | Candidatos                       | Ideología                                                          | Resultado previo | Resultado previo | Ref. |
| Candidatura | Candidatura | Partidos y alianzas | Candidatos | Candidatos                       | Ideología                                                          | Votos (%)        | Reg.             | Ref. |
| ----------- | ----------- | --- | ---------- | -------------------------------- | ------------------------------------------------------------------ | ---------------- | ---------------- | ---- |
|             | UPP         | Lista - Unión por el Perú (UPP)                                                                                         |            | Jorge Bazán Figueroa             | Nacionalismo de izquierda Socialdemocracia                         | 19.69%           | 7                |      |
|             | APRA        | Lista - Partido Aprista Peruano (APRA)                                                                                  |            | Edgar Horna Pereira              | Aprismo                                                            | 18.38%           | 2                |      |
|             | FSC         | Lista - Movimiento Regional Fuerza Social Cajamarca (FSC)                                                               |            | Rubén Vílchez Cerna              | Regionalismo cajamarquino                                          | 17.93%           | 1                |      |
|             | AP          | Lista - Acción Popular (AP)                                                                                             |            | Walter Pereyra Díaz              | Humanismo Nacionalismo cívico Reformismo                           | 14.39%           | 1                |      |
|             | MICA        | Lista - Movimiento de Innovación Cajamarca (MICA)                                                                       |            | Pedro Vigo Limay                 | Regionalismo cajamarquino                                          | 6.51%            | 0                |      |
|             | PPC         | Lista - Partido Popular Cristiano (PPC)                                                                                 |            | Luis Amorín Sepúlveda            | Democracia cristiana Conservadurismo social Liberalismo económico  | 5.36%            | 0                |      |
|             | APP         | Lista - Alianza para el Progreso (APP)                                                                                  |            | Rafael Hoyos de Vinatea          | Liberalismo económico Conservadurismo liberal Populismo de derecha | 1.14%            | 0                |      |
|             | PP          | Lista - Perú Posible (PP)                                                                                               |            | Sonia Pereyra Terrones de Chávez | Socioliberalismo Democracia liberal Tercera vía                    | Nuevo            | Nuevo            |      |
|             | RN          | Lista - Restauración Nacional (RN)                                                                                      |            | Ramiro Bardales Vigo             | Liberalismo económico Humanismo cristiano Evangelismo              | Nuevo            | Nuevo            |      |
|             | CSV– F2011  | Lista - Alianza Cajamarca Siempre Verde - Fuerza 2011 (CSV–F2011) – Fuerza 2011 (F2011) – Cajamarca Siempre Verde (CSV) |            | Wilson Cabrera Boy               | Fujimorismo Populismo de derecha Regionalismo cajamarquino         | Nuevo            | Nuevo            |      |
|             | FRC         | Lista - Frente Regional de Cajamarca (FRC)                                                                              |            | Leomar Alaba Hoyos               | Regionalismo cajamarquino                                          | Nuevo            | Nuevo            |      |
|             | AGRO        | Lista - El Agro a la Región (AGRO)                                                                                      |            | Fernando Silva Martos            | Regionalismo cajamarquino                                          | Nuevo            | Nuevo            |      |
|             | FIR         | Lista - Frente Independiente Regional (FIR)                                                                             |            | Luis Guerrero Figueroa           | Regionalismo cajamarquino                                          | Nuevo            | Nuevo            |      |
|             | TyL         | Lista - Tierra y Libertad (TyL)                                                                                         |            | Wilson Hernández Briceño         | Regionalismo cajamarquino                                          | Nuevo            | Nuevo            |      |

## Resultados

### Sumario general
|                                                                                               |                                                           |              |              |              |           |           |  |  |
| Partidos y coaliciones                                                                        | Partidos y coaliciones                                    | Voto popular | Voto popular | Voto popular | Regidores | Regidores |  |  |
| Partidos y coaliciones                                                                        | Partidos y coaliciones                                    | Votos        | %            | ±pp          | Total     | +/−       |  |  |
|                                                                                               | Restauración Nacional (RN)                                | 54,721       | 38.03        | Nuevo        | 8         | +8        |  |  |
|                                                                                               | Partido Aprista Peruano (APRA)                            | 21,339       | 14.83        | –3.55        | 2         | ±0        |  |  |
|                                                                                               | Frente Independiente Regional (FIR)                       | 20,243       | 14.07        | Nuevo        | 2         | +2        |  |  |
|                                                                                               | Frente Regional de Cajamarca (FRC)                        | 9,132        | 6.35         | Nuevo        | 1         | +1        |  |  |
|                                                                                               | Acción Popular (AP)                                       | 8,351        | 5.80         | –8.59        | 0         | –1        |  |  |
|                                                                                               | Movimiento Regional Fuerza Social Cajamarca (FSC)1        | 7,228        | 5.02         | –12.91       | 0         | –1        |  |  |
|                                                                                               | Alianza Cajamarca Siempre Verde - Fuerza 2011 (CSV–F2011) | 6,176        | 4.29         | Nuevo        | 0         | ±0        |  |  |
|                                                                                               | Perú Posible (PP)                                         | 4,142        | 2.88         | n/a          | 0         | ±0        |  |  |
|                                                                                               | Alianza para el Progreso (APP)                            | 4,086        | 2.84         | +1.70        | 0         | ±0        |  |  |
|                                                                                               | El Agro a la Región (AGRO)                                | 3,105        | 2.16         | Nuevo        | 0         | ±0        |  |  |
|                                                                                               | Tierra y Libertad (TyL)                                   | 1,708        | 1.19         | Nuevo        | 0         | ±0        |  |  |
|                                                                                               | Partido Popular Cristiano (PPC)                           | 1,669        | 1.16         | n/a          | 0         | ±0        |  |  |
|                                                                                               | Unión por el Perú (UPP)                                   | 1,647        | 1.14         | –18.55       | 0         | –7        |  |  |
|                                                                                               | Movimiento de Innovación Cajamarca (MICA)                 | 354          | 0.25         | –6.26        | 0         | ±0        |  |  |
|                                                                                               |                                                           |              |              |              |           |           |  |  |
| Total                                                                                         | Total                                                     | 143,901      |              |              | 13        | +2        |  |  |
|                                                                                               |                                                           |              |              |              |           |           |  |  |
| Votos válidos                                                                                 | Votos válidos                                             | 143,901      | 76.82        | –2.55        |           |           |  |  |
| Votos en blanco                                                                               | Votos en blanco                                           | 15,420       | 8.23         | –0.11        |           |           |  |  |
| Votos nulos                                                                                   | Votos nulos                                               | 27,997       | 14.95        | +2.65        |           |           |  |  |
| Votos emitidos                                                                                | Votos emitidos                                            | 187,318      | 88.95        | –1.28        |           |           |  |  |
| Abstenciones                                                                                  | Abstenciones                                              | 23,280       | 11.05        | +1.28        |           |           |  |  |
| Votantes registrados                                                                          | Votantes registrados                                      | 210,598      |              |              |           |           |  |  |
|                                                                                               |                                                           |              |              |              |           |           |  |  |
| Fuente:                                                                                       |                                                           |              |              |              |           |           |  |  |
| Notas al pie: 1 Comparado con los resultados de Fuerza Social (FS) en las elecciones de 2006. |                                                           |              |              |              |           |           |  |  |
| Notas al pie:                                                                                 |                                                           |              |              |              |           |           |  |  |
| 1 Comparado con los resultados de Fuerza Social (FS) en las elecciones de 2006.               |                                                           |              |              |              |           |           |  |  |

## Elecciones municipales distritales

### Resultados por distrito
La siguiente tabla enumera el control de los distritos de la provincia de Cajamarca. El cambio de mando de una organización política se resalta del color de ese partido.
| Distrito           | Alcalde(sa) titular      | Partido político | Partido político             | Alcalde(sa) electo(a)                          | Partido político                               | Partido político                               |
| ------------------ | ------------------------ | ---------------- | ---------------------------- | ---------------------------------------------- | ---------------------------------------------- | ---------------------------------------------- |
| Asunción           | Juan Torrel Rabanal      |                  | Partido Aprista Peruano      | Elecciones municipales complementarias de 2011 | Elecciones municipales complementarias de 2011 | Elecciones municipales complementarias de 2011 |
| Chetilla           | Israel Mendoza Tomay     |                  | Partido Aprista Peruano      | Israel Mendoza Tomay                           |                                                | Partido Aprista Peruano                        |
| Cospán             | Luciano Méndez Alcántara |                  | Frente Regional de Cajamarca | José Alcántara Infante                         |                                                | Acción Popular                                 |
| Encañada           | Lifoncio Vera Sánchez    |                  | Progresemos Perú             | Jorge Vásquez Bazán                            |                                                | Frente Regional de Cajamarca                   |
| Jesús              | Marco Ruiz Ortiz         |                  | Fuerza Social                | Víctor Cerna Vásquez                           |                                                | Acción Popular                                 |
| Llacanora          | Roberto Llamoga Ramírez  |                  | Fuerza Social                | Jorge Lozano Mejía                             |                                                | Frente Regional de Cajamarca                   |
| Los Baños del Inca | Santos Dávila Silva      |                  | Acción Popular               | Jesús Julca Díaz                               |                                                | Bañosinos en Acción                            |
| Magdalena          | Isaías Tarrillo Terrones |                  | Acción Popular               | Elecciones municipales complementarias de 2011 | Elecciones municipales complementarias de 2011 | Elecciones municipales complementarias de 2011 |
| Matara             | Ramiro Bardales Vigo     |                  | Partido Aprista Peruano      | Víctor Llerena Muñoz                           |                                                | Partido Aprista Peruano                        |
| Namora             | José Briones Álvarez     |                  | Acción Popular               | Segundo Quiroz Romero                          |                                                | Partido Aprista Peruano                        |
| San Juan           | Edinson Terán Medina     |                  | Unidad Nacional              | Juan Aranda Crisólogo                          |                                                | Frente Regional de Cajamarca                   |